# 長野県道290号南原広丘停車場線
長野県道290号南原広丘停車場線（ながのけんどう290ごう なんばらひろおかていしゃじょうせん）は、長野県塩尻市大字片丘字南原の長野県道63号松本塩尻線交点から塩尻市広丘野村の篠ノ井線広丘駅までを結ぶ一般県道。

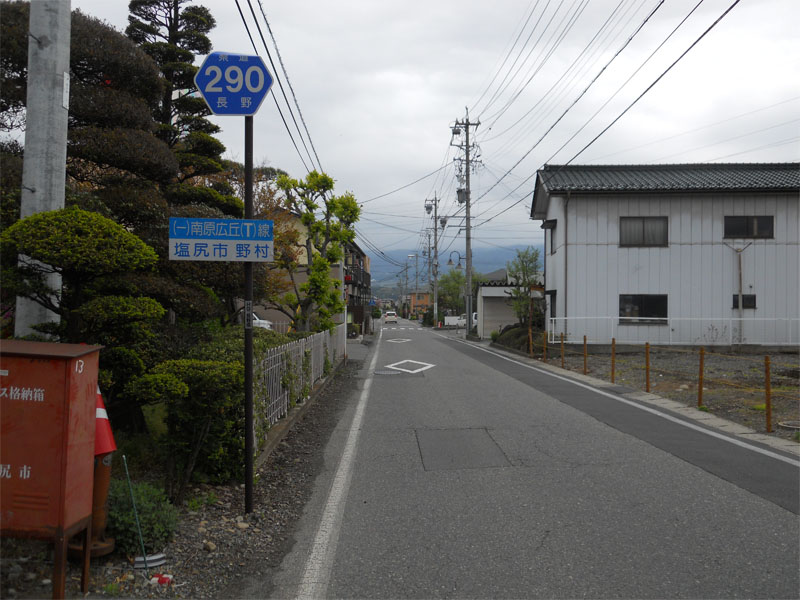
塩尻市広丘野村

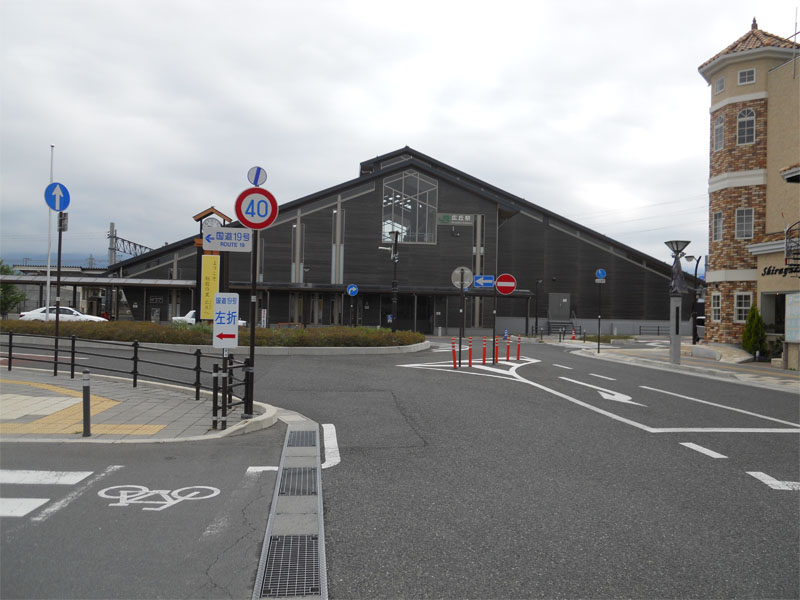
広丘駅西口

## 概要
起点である長野県道63号松本塩尻線の南内田立石交差点から広丘駅に向けて西へと向かう。松本盆地の東山麓のかつての片丘村の中心集落であった起点付近には民家が並び、そこから徐々に下っていったん田園地帯の中を走り、松本市寿小赤の南端をかすめ、再び塩尻市に入り、長野自動車道を越えて広丘野村の国道19号が近づくにつれ住宅が多くなって来る。
この路線を道なりに進むと国道19号を横切ってすぐに広丘駅東口にたどりつくのだが、本路線は途中のY字路で北側にそれて篠ノ井線を渡った後に広丘駅西口へと至る道路となっている。これは、以前の広丘駅の駅舎が線路の西側に建っていたため、迂回してそちらに至る道路が県道に指定されたためである。広丘駅が改築されて東口が新設された後も、県道の路線としてはそれが継続されているものである。
- 長野自動車道 広丘野村バスストップ
- 塩尻市立丘中学校
- 広丘ショッピングタウン「GAZA」
- 篠ノ井線 広丘駅

## 通過する自治体
- 長野県
  - 塩尻市 - 松本市 - 塩尻市

## 交差する道路
- 長野県道63号松本塩尻線（塩尻市大字片丘字南原＝塩尻駅入口交差点）
- 長野県道288号新茶屋塩尻線旧道（松本市寿小赤＝桜井畜産の前の信号交差点）
- 長野県道288号新茶屋塩尻線新道（塩尻市広丘野村＝野村橋西交差点）
- 国道19号（塩尻市広丘野村＝野村交差点）